# Kraljevstvo Božje
Kraljevstvo Božje ili Kraljevstvo nebesko (lat. Regnum Coeli) jedna je od središnjih tema Isusova propovijedanja. Kršćani pod tim pojmom podrazumijevaju novi Božji svijet, pravi odnos između Boga i ljudi i ljudi međusobno, gdje je ljubav temeljni zakon uz ostale istinske vrijednosti poput mira, istine i pobjede nad zlom i grijehom.
Kraljevstvo Božje spominje se više od 100 puta u Novom zavjetu. Isus je o njemu govorio često u svojim prispodobama i propovijedima. Spominje ga već u svojoj prvoj propovijedi: „Ispunilo se vrijeme! Približilo se Kraljevstvo Božje! Obratite se i vjerujte Evanđelju!” (Mk 1,15). U molitvi Oče naš spominje se u riječima: „Dođi Kraljevstvo Tvoje!” (adveniat Regnum Tuum). Kraljevstvo Božje nije politički sustav ili geografski prostor pod vlašću kralja, već odnos između Boga i ljudi i ljudi međusobno. Prema Isusu, Kraljevstvo nebesko je u nama (ili među nama; Lk 17,1), dostiže se putem razumijevanja (Mk 12,34), postajanjem nalik djetetu (Mk 10.15) i vršenjem Božje volje (Mt 7,21).
U propovijedi na Gori, Isus upućuje blaženstva siromašnima, gladnima, žednima, progonjenima zbog pravednosti te svima potlačenima govori „da je njihovo kraljevstvo nebesko” (Mt 5,3-10).  U Evanđelju po Luki Isus poručuje: „Ne boj se stado malo, jer se svidjelo Ocu vašemu dati vama kraljevstvo” (Lk 12,32).
Kraljevstvo Božje novi je Božji svijet. Ljubav je njegov temeljni zakon. Ona okuplja vjernike u cjelinu, nitko nije isključen. Pozvani su i najgori grešnici ako se obrate i prihvate Božje neizmjerno milosrđe. Isus znakovima i čudesima potvrđuje, da je Kraljevstvo Božje prisutno u Njemu. Ozdravljenje bolesnih znak je, da je došlo Kraljevstvo Božje kao pobjeda nad grijehom, patnjom i smrću., iako Isusov glavni cilj nije ozdravljenje tijela, nego ozdravljenje ljudi od grijeha i zla.  
Dvije su faze ostvarenja Kraljevstva Božjeg. Prva je već sada u zauzimanju za prave životne vrijednosti, a druga je ponovnim dolaskom Isusa Krista na Zemlju, kada će se uspostaviti pravo Božje Kraljevstvo.
Stari Židovi nisu vjerovali u postojanje duše odvojene od tijela: živimo od prvog udaha do posljednjeg izdaha, kada se pretvaramo u pepeo i prah. Oko 200 godina prije Krista židovski mislioci razmišljaju o pravdi koja dolazi nakon smrti čovjeka jer im je valjalo znati zašto ih svemogući dobri Bog provlači kroz iskušenja i tragedije. Odredili su da postoje mračne sile, koje će trajati do skorog dolaska Boga i uništenja svega što mu se protivi te stvaranja Kraljevstva Božjeg za one koji ga slijede - žive i oživljene mrtve. I oni koji su živjeli protivno Bogu bit će oživljeni, ali samo kako bi sagledali svoje grijehe i odmah bili trajno izbrisani iz postojanja. Učenje o skorom kraju proklamirao je i Isus. Umjesto strogog slijeđenja Židovskih zakona za vječno spasenje on naglasak stavlja na bezuvjetnu ljubav prema Bogu i uporan rad za dobrobit drugih, to jest svih ljudi u potrebi: siromašnih, napuštenih, čak i mrskih neprijatelja. Isus je vjerovao u vječni život ovdje na Zemlji, a ne u raj za duše te pakao kao mjesto vječne patnje. Nedostojni vječna života završili bi izvan zidova Jeruzalema, izbrisani i zaboravljeni, kao korov koji se odvoji od žita, zapali i više ga nema.

## Uvod
Okosnica i središte Isusova navještaja i djelovanja jest kraljevstvo Božje (hebr. malkut Jahve, grč. basileia tou Theou). Kod Mateja stoji izraz "kraljevstvo nebesko", ali riječ "nebo" drugi je naziv za riječ "Bog", koju se u židovstvu izbjegavalo izreći iz strahopoštovanja pred Božjim otajstvom s obzirom na drugu zapovijed. Sam pojam kraljevstva Božjeg Isus nigdje izričito ne objašnjava, ne kazuje što je to kraljevstvo Božje, već ga najavljuje: "Ispunilo se vrijeme, približilo se kraljevstvo Božje! Obratite se i vjerujte evanđelju!" (Mk 1, 15). Isus je nadovezivao svoju propovijed na raznolika shvaćanja kraljevstva Božjega, koja su određene skupine Židova imali o kraljevstvu (gospodstvu) Božjem. Isus navješta kraljevstvo Božje koje je plod milosne inicijative samoga Boga; ono je ponuđeno svima (osobito siromašnima, bolesnima, grešnicima, odbačenima - jednom riječju - marginaliziranima); ono se ostvaruje već ovdje i sada u i po osobi Isusa iz Nazareta Krista, a svoje će potpuno ostvarenje imati u budućnosti.

## Pojam i shvaćanje kraljevstva Božjeg
Izraz "kraljevstvo" suvremeni čovjek veže uz pojmove "vladavina", "vlast", "autoritet", a sve to povezuje s onim što mu ograničava slobodu i djelovanje te krši njegova ljudska prava. Za Isusovog suvremenika u pojmu kraljevstva Božjeg sažeta su sva njegova nadanja: Bog je pravedan vladar koji će donijeti utjehu bespomoćnima i uspostaviti u svijetu pravednost, mir, blagostanje (šalom). No, postojali su razni vidici pod kojima se promatrala stvarnost Božjeg kraljevstva: farizeji su ga shvaćali kao savršeno ispunjavanje Zakona; zeloti misle da je kraljevstvo Božje političko-religiozno i da se ono ostvaruje borbom protiv rimskih okupatora, nakon koje će Izrael vladati nad drugim narodima; apokaliptici ga prepoznaju kao dolazak "novog neba i nove zemlje". 

## Isusov navještaj
Isusov se navještaj o Božjem kraljevstvu ne može svrstati u nijednu od navedenih skupina. Ono nije politička, nacionalna, ovozemna, ali ni čisto duhovna stvarnost. Kraljevstvo Božje djeluje u povijesti, no ono nije djelo čovjekova napora. Iako kraljevstvo koje Isus naviješta ne uspostavlja program društvenog uređenja, ono u korijenu mijenja političko-socijalnu nepravdu i nasilje. Isus se obraća onima koji su društveno i religiozno bačeni na rub društva, carinicima i bludnicama, onima koji ne poznaju zakon i upravo njima donosi radosnu vijest Kraljevstva. 
Jedno od prvih obilježja kraljevstva Božjeg, koje Isus navješćuje, jest to da sam Bog dolazi ususret čovjeku i obraća mu se. Kraljevstvo Božje ne može biti uspostavljeno od ljudi, već može biti samo prihvaćeno kao dar Božji čovjeku. Isusove riječi i njegovo djelovanje donose novu sliku Boga: on je Otac koji ulazi u ljudsku povijest, želi svakome biti bliz, osobito onima koju su se od njega udaljili, koji su odbačeni od strane religiozne zajednice i društva, koji nemaju drugog oslonca ni utjehe. Isus pokazuje lice Boga Oca, Boga koji je ljubav i traži odgovor ljubavi. Već se tu vidi Isusovo udaljavanje od ondašnjih židovskih predodžbi o kraljevstvu Božjem. Nadalje, Isus odbacuje ideju o osveti nad poganima i dijeljenje ljudi na one koji su grješni i one koji su pravedni: pred Bogom su svi grješni i potrebni su njegovog oproštenja i milosrđa. To je oproštenje ponuđeno svima, i Židovima i "poganima". U Isusovu navještaju stoji i jedan zahtjev: 'Obratite se i vjerujte evanđelju!' (Mk 1, 15) Treba priznati svoju grješnost, oraspoložiti se za prihvaćanje Božje volje i oproštenja. Obratiti se znači priznati svoju nemoć te staviti svoje pouzdanje u Oca nebeskoga, tražiti samo Boga i njegovo kraljevstvo. Onaj tko se odluči za obraćenje, stvara nove odnose: sa samim sobom, s Bogom te sa svojim bližnjima. Isus zahtjeva da živimo kao djeca Božja, kao sinovi Kraljevstva, sinovi ljubavi koja se očituje u odnosu prema bližnjemu, pa i prema neprijatelju. U Isusovu se pozivu prepoznaje hitnost poziva: Kraljevstvo je blizu, već ulazi u svijet. Iz toga se može zaključiti da Kraljevstvo nije samo eshatološka, buduća stvarnost koja će se ostvariti u bližoj ili daljoj budućnosti, već se govori o njegovom skorom ostvarenju: 'Približilo se kraljevstvo!' (Mk 1, 15). Isus poziva na budno iščekivanje Kraljevstva koje će sigurno doći, no ne govori o točnom vremenu, već poštiva vrijeme koje je Otac odredio. Međutim, dolaskom Isusa Krista u svijet došlo je u svijet i kraljevstvo Božje, ali na skriven, otajstven način. Ono se počinje ostvarivati već na zemlji, što je vidljivo iz Isusovih djela (čudesa). Isus je svojim učenicima govorio: 'Ako ja po Duhu Božjem izgonim đavle, zbilja je došlo vama kraljevstvo Božje.' (Mt 12, 28). Izgoni đavla, ozdravljenja bolesnih, oživljavanje mrtvih prema židovskom su shvaćanju početak ostvarenja budućeg spasenja, mesijanskog vremena.

## Isusova nekonvencionalna druženja
Isusov je navještaj Kraljevstva, osim čudesima, bio popraćen i njegovim nekonvencionalnim, i od strane nekih religioznih grupa neprihvaćenim, druženjem s javnim grješnicima (carinicima i bludnicama) i siromasima. S obzirom na to da je kraljevstvo Božje otvoreno svima, Isus ga želi navijestiti (i donijeti) upravo onima koji su u društvu odbačeni zbog svoje neimaštine, bolesti ili posla kojim su zarađivali za svakidašnji kruh. Siromašni su oni koji, osim što nemaju materijalnih dobara, nemaju ni osnovno ljudsko pravo i niječe im se svako dostojanstvo. Bolesnici su nerijetko smatrani od Boga prokletima, kao i siromašni, i oni su teret društva. To se osobito odnosilo na osobe koje su imale nekakav invaliditet od rođenja. Javni grješnici (carinici i bludnice) omalovažavani su zbog svoga posla. Carinici su smatrani izdajicama izraelskog naroda i prijateljima okupatora. Bludnice su se bavile prostitucijom jer nisu imale nikakve druge izvore prihoda od kojih bi mogle preživljavati (nerijetko i othranjivati svoju djecu). Oni se za Isusa čine osobito vrijedni poziva u kraljevstvo Božje. Isus s njima sjeda za stol, s njima blaguje i pije zbog čega i biva prozvan "izjelicom i vinopijom" (usp. Mt 11, 19). Isusu su drage upravo takve osobe koje svi odbacuju i smatraju otpadom društva. Prvotno je takvim ljudima ponuđena poruka o kraljevstvu Božjem u kojem vlada pravda, a ne nepravde, prihvaćanje umjesto odbacivanja,  i gdje ljubav izgoni mržnju, da im se da utjeha i probudi vjera u milosrdnog Boga Oca.
Ono što u bitnom obilježava Isusovo navještanje o Kraljevstvu jest i činjenica, da Isus oprašta grijehe, odnosno čini ono što je jedino Bogu moguće činiti. Opraštati grijehe znači staviti se na istu razinu s Bogom, što je za Židove bogohuljenje, a za to je u Zakonu propisana smrtna kazna. Opraštajući grijehe Isus pokazuje Boga kao onoga koji oprašta grijehe i ne gleda na čovjeka optužujućim pogledom, već očima milosrdnog Oca koji želi da svi ljudi prispiju u njegovo kraljevstvo. 
Isus upravo u svojim riječima i djelima otkriva da je on drugačiji od svih ljudi, svih ustanova i religioznih stvarnosti Izraela. On je Mesija, utjelovljeni Sin Božji poslan navijestiti Božje kraljevstvo i uprisutniti ga među ljudima kako bi svi imali udjela u njemu.

## Korištena literatura
- Walter Kasper, Isus Krist, Split, 1995.
- Alfred SCHNEIDER, Kristologija. Povijest i otajstvo Isusa Krista, Zagreb, 1982.
- Celestin TOMIĆ, Isus iz Nazareta - Prorok i Krist, Zagreb, 1991.
- Ivan Karlić, Kraljevstvo Božje: neka obilježja Isusove prakse oslobađanja, u: Obnovljeni život, 59 (2004.) 2